# U 374
U 374 war ein deutsches U-Boot vom Typ VII C, das im Zweiten Weltkrieg von der deutschen Kriegsmarine im Nordatlantik und im Mittelmeer eingesetzt wurde.

## Bau und Technische Daten
Bei Kriegsbeginn stellte die Kieler Werft der Howaldtswerke die Produktion vollständig auf den U-Bootbau um. Bis zur Erhöhung der Auftragszahlen im Jahr 1943 war diese Werft für die jährliche Fertigstellung von zwölf U-Booten vorgesehen. Diese Anzahl konnte in keinem Jahr erreicht werden. Ein U-Boot des Typs VII C hatte eine Länge von 67 m und verdrängte 865 m³ unter Wasser. Der Antrieb erfolgte durch zwei Dieselmotoren, die über Wasser eine Geschwindigkeit von 17 Knoten (kn) ermöglichten. Bei der Unterwasserfahrt trieben zwei Elektromotoren das Boot zu einer Geschwindigkeit von 7 kn an. Die Bewaffnung bestand aus einer 8,8-cm-Kanone und einer 2-cm-Flak C/30 an Deck sowie vier Bugtorpedorohren und einem Hecktorpedorohr. Ein VII C-Boot führte üblicherweise 14 Torpedos mit sich.

## Kommandant
Unno von Fischel wurde am 5. November 1915 in Kiel geboren und trat 1934 in die Reichsmarine ein. Seine Bordausbildung erhielt er auf dem Kadettenschulschiff Schleswig-Holstein. Oberleutnant von Fischel absolvierte die U-Bootausbildung im Sommer 1940 und fuhr anschließend als 1. Wachoffizier auf U 97. Nach Abschluss seines U-Bootkommandantenlehrgangs übernahm er am 21. Juni das Kommando auf U 374. Unno von Fischel war Sohn des Admirals Hermann von Fischel, der im Ersten Weltkrieg ebenfalls U-Bootkommandant gewesen war.

## Einsatz und Geschichte

Uboot VIIC – Schattenriss

Bis Ende August 1941 gehörte U 374 als Ausbildungsboot zur 5. U-Flottille und unternahm zum Training der Besatzung Übungsfahrten in der Ostsee. Ab September war es der in Brest stationierten 1. U-Flottille als Frontboot zugeteilt. Von hier aus lief das Boot nur zu einer Unternehmung aus, dann wurde es ins Mittelmeer beordert. Im Dezember 1941 kam das Boot zur 29. U-Flottille und war in La Spezia stationiert.

### Mordbrenner
Während seiner ersten Unternehmung gehörte U 374 zur U-Bootgruppe Mordbrenner, die nach Maßgaben der Rudeltaktik im Nordatlantik das Gefecht mit alliierten Geleitzügen suchte. Am 31. Oktober torpedierte Kommandant von Fischel einen Dampfer und versenkte ihn. Die Chronisten des U-Boot-Krieges gingen lange Zeit davon aus, dass U 374 bei dieser Gelegenheit den Frachter King Malcolm versenkte. Der ging aber, wie es sich inzwischen herausgestellt hat, tatsächlich auf das Konto von U 106.
- 31. Oktober 1941 britischer Dampfer Rose Schaffino mit 3.349 BRT versenkt

### Im Mittelmeer

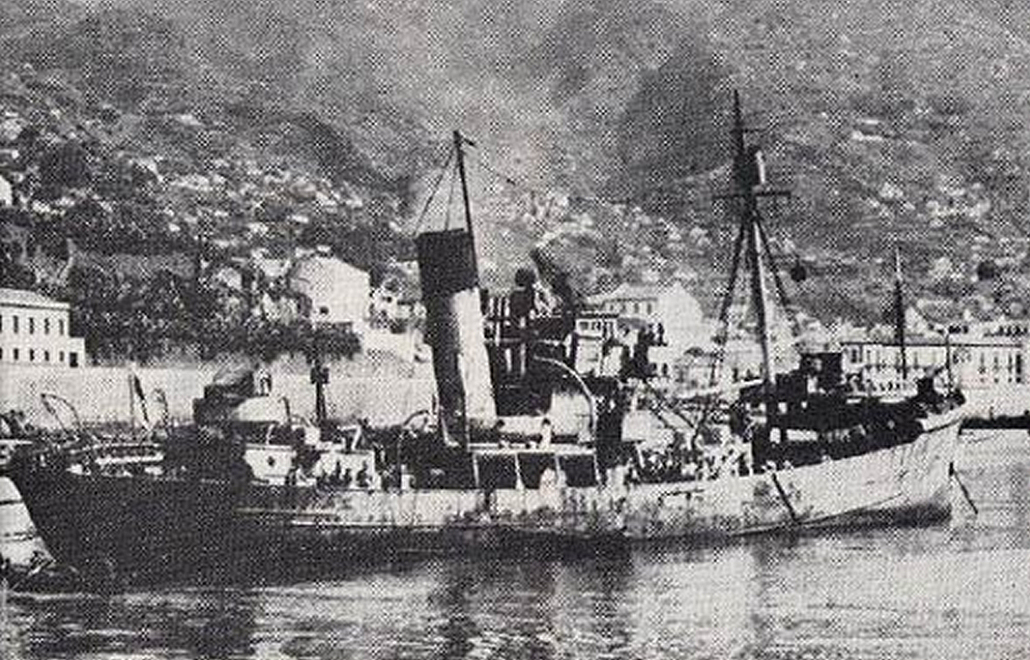
HMS Lady Shirley, von U 374 versenkt.

Gegen Ende des Jahres 1941 passierte U 374 bei einem sogenannten „Gibraltardurchbruch“ am 11. Dezember die stark gesicherte Straße von Gibraltar. In der Nacht des Durchbruchs ging beim Befehlshaber der U-Boote in Kernevel ein Funkspruch ein, laut dem Kommandant von Fischel angab, entdeckt worden zu sein und nun von „vier Zerstörern“ verfolgt zu werden. Bei dieser Gelegenheit bat er um Luftunterstützung – was hinsichtlich der Kräfteverhältnisse in Gibraltar für die Luftwaffe ein wenig erfolgversprechendes Unterfangen gewesen wäre. Kommandant von Fischel entschloss sich nun, die Verfolger seinerseits anzugreifen und konnte anschließend mit U 374 entkommen.
- 11. Dezember 1941 britischen U-Bootjäger Lady Shirley mit 477 t versenkt

Die Lady Shirley hatte einen Monat zuvor U 111 nach einem couragierten Artilleriegefecht auf kurze Entfernung versenkt.
- 11. Dezember 1941 britisches Patrouillenboot Rosabelle mit 515 t versenkt

Bis zur Versenkung des Bootes patrouillierte U 374 im Mittelmeer.

## Versenkung

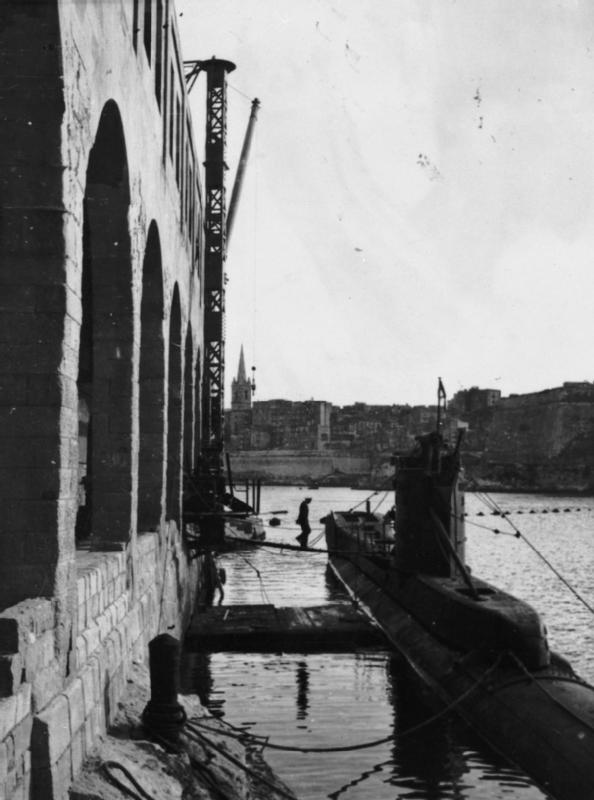
HMS Unbeaten am Pier in Malta

Das britische U-Boot HMS Unbeaten befand sich auf seiner 14. Patrouille, als am 12. Januar 1942 südlich Siziliens gegen 10:00 Uhr morgens ein deutsches U-Boot gesichtet wurde. Der britische Kommandant entschloss sich zum sofortigen Angriff und attackierte den Gegner mit einem Torpedofächer aus vier Mark VIII Torpedos, von denen zwei trafen. Obwohl das britische Boot nur vier Meilen vor der feindlichen, italienischen Küste stand, entschloss sich der britische Kommandant, Lieutenant Commander E. A. Woodward, auftauchen zu lassen, um nach Überlebenden zu suchen. Nur ein Besatzungsmitglied von U 374 – der Seemann Hans Ploch, zum Zeitpunkt des Angriffs zur Brückenwache eingeteilt – hatte die Versenkung überlebt und konnte geborgen werden.
Der Zeitraum zwischen Identifizierung des Ziels bis zum erneuten Abtauchen nach Gefangennahme des deutschen Seemanns, betrug eine halbe Stunde – für die Rettungsmaßnahme in feindlichen Gewässern hatte Kommandant Woodward mit HMS Unbeaten nur vier Minuten benötigt.